# Sokotsj
Sokotsj (Russisch: Сокоч) is een plaats (posjolok) in het gemeentelijke district Jelizovski van de Russische kraj Kamtsjatka. De plaats ligt aan de weg R-474 van Jelizovo naar de hoofdweg van Kamtsjatka, op 63 kilometer ten oosten van Jelizovo, aan de zuidoever van de gelijknamige rivier de Sokotsj (zijrivier van de Plotnikova, stroomgebied van de Bystraja). In de plaats wonen 1.023 mensen (2007).
De plaatst ontstond in 1947 en werd in 1958 vernoemd naar de rivier de Sokotsj.
Ten zuidoosten van de plaats ligt het dorpje Natsjiki.
Bestuurlijk centrum: Jelizovo

Bereznjaki · Dalni · Dvoeretsje · Ganaly · Joezjnye Korjaki · Ketkino · Korjaki · Krasny · Kroetoberegovy · Lesnoj · Malka · Nagorny · Natsjiki · Nikolajevka · Novy · Paratoenka · Pinatsjevo · Pionerski · Razdolny · Severnye Korjaki · Sokotsj · Sosnovka · Svetly · Termalny · Voelkanny · Zeleny